# Longitarsus monticola
Longitarsus monticola  (лат.) — вид листоедов (Chrysomelidae) из подсемейства козявок (Galerucinae). Распространён в Европе. Водится в польской Моравии, Словакии, Украине, Словении и Македонии (Warchałowski 1995b) и южной Германии на южном Рейне (K. Koch, 1989). Обитает на влажных лугах, у края воды в тенистых и влажных лесах. Этот вид был впервые описан в 1863 году бароном Кутчером.
Внешне почти не отличается от вида Longitarsus curtus. Имеет отличие в форме эдеагуса и сперматеки.